# Aristomache
Aristomache (Siracusa, ... – Siracusa, ...; fl. IV secolo a.C.) è stata una regina siceliota figlia del nobile siracusano Ipparino (e quindi sorella di Dione), andò in sposa al tiranno Dionisio il vecchio.
Dionisio la sposò lo stesso giorno in cui prese moglie anche Doride, donna di Locri Epizefiri. Cercò di avere figli da lei, senza riuscirci: per questa ragione, Dionisio fece uccidere la madre di Doride, accusata di sortilegi contro Aristomache per renderla sterile.
Dionisio e Aristomache generarono Ipparino, Niseo, Arete e Sofrosine.
È talvolta indicata come Aristomaca.